# 5 złotych wzór 1986
5 złotych wzór 1986 – moneta pięciozłotowa wprowadzona do obiegu jako kontynuacja monety pięciozłotowej wzór 1975, na podstawie zarządzenia z 21 czerwca 1975 r. (M.P. z 1975 r. nr 21, poz. 130), wycofana z obiegu z dniem denominacji z 1 stycznia 1995 roku, rozporządzeniem prezesa Narodowego Banku Polskiego z dnia 18 listopada 1994 r. (M.P. z 1994 r. nr 61, poz. 541).
Pięciozłotówkę wzoru 1986 bito w latach 1986–1988.

## Awers
W centralnym punkcie umieszczono godło – orła bez korony, poniżej rok bicia, dookoła napis „POLSKA RZECZPOSPOLITA LUDOWA”, a pod łapą orła znak mennicy w Warszawie.

## Rewers
Na tej stronie monety znajduje się napis „5 ZŁ”.

## Nakład
Mennica Państwowa biła monetę w mosiądzu na krążku o średnicy 24 mm, masie 5 gramów, z rantem ząbkowanym. Projektantami byli:
- Stanisława Wątróbska-Frindt (awers) oraz
- Józef Markiewicz-Nieszcz (rewers).

Nakłady monety w poszczególnych latach przedstawiały się następująco:
| Rocznik        | Znak mennicy | Nakład (sztuk) | Uwagi |
| -------------- | ------------ | -------------- | --- |
| 5 złotych 1986 | MW           | 57 108 000     | istnieją monety wybite stemplem lustrzanym1 (nakład 5000 sztuk)                                                |
| 5 złotych 1987 | MW           | 58 842 621     | istnieją monety wybite stemplem lustrzanym (nakład 5000 sztuk) istnieją destrukty mennicze stempla odwróconego |
| 5 złotych 1988 | MW           | 18 668 000     | istnieją monety wybite stemplem lustrzanym (nakład 5000 sztuk)                                                 |

gdzie: 1 – bicia stemplem lustrzanym wykonano w Mennicy Państwowej na początku lat 90. XX w. w ramach emisji zestawów rocznikowych monet PRL z lat  1979, 1980, 1981, 1982, 1986, 1987, 1988, 1989, 1990

## Opis
Rewers i średnica były identyczne z tymi dla monety pięciozłotowej wzór 1975. Zmianie uległa jedynie ikonografia awersu.
Monet od dnia wprowadzenia aż do dnia denominacji z 1995 r. krążyła w obiegu razem z aluminiową pięciozłotówka wzór 1958 oraz z pięciozłotówką w mosiądzu wzór 1975.
Moneta została zastąpiona pięciozłotówką wzór 1989, w przypadku której nie zmieniono ikonografii awersu i rewersu, natomiast skorzystano z innego metalu oraz zredukowano średnicę i masę.

## Wersje próbne
Istnieje wersja tej monety należąca do serii próbnej w niklu (1986) z wypukłym napisem „PRÓBA”, wybita w nakładzie 500 sztuk.